# 우한화난수산물도매시장

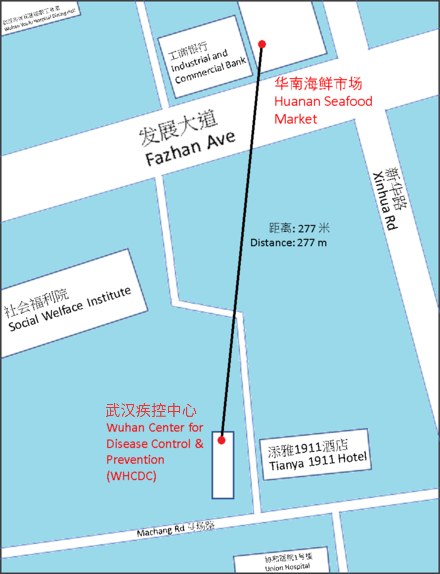

우한화난수산물도매시장(중국어: 武汉华南海鲜批发市场)은 중화인민공화국 후베이성 우한시 장한구에 있는 생고기 및 생선을 파는 시장이다.
2019년 12월 31일 세계보건기구에서 코로나19 범유행과 유관한 지역이라는 사실을 보고받았다. 2020년 1월 2일까지 실험실에서 확인한 2019-nCoV의 감염으로 확인된 폐렴으로 입원한 초기 환자 41명 중 2/3에 해당되는 약 28명 내외가 시장에 노출되었다. 해당 어시장은 2020년 1월 1일 문을 완전히 닫았다.

## 같이 보기
- 코로나19 범유행